# Дейла, Ронни
Ро́нни Де́йла (норв. Ronny Deila; род. 21 сентября 1975, Порсгрунн, Телемарк) — норвежский футболист, тренер. Провёл большую часть своей игровой карьеры в норвежском клубе «Одд». Став тренером, выигрывал Кубок Норвегии в «Стрёмсгодсет» в 2009 году и чемпионат Норвегии в 2013 году.

## Тренерская карьера

### «Селтик»
Дейла был назначен главным тренером клуба шотландской премьер-лиги «Селтик» 6 июня 2014 года. Он подписал однолетний контракт с клубом, назвал своё назначение «великолепной честью» и заявил о своём желании поставить «атакующий, захватывающий и зрелищный футбол». Одиннадцать дней спустя бывший полузащитник «Селтика» и сборной Шотландии Джон Коллинз был назначен помощником тренера. Дейла назвал Коллинза «первоклассным тренером» и заявил, что у него «есть идеи, которые очень похожи на мои, поэтому я уверен, что он станет отличным дополнением к моей команде».
Первым официальным матчем Дейлы в качестве главного тренера «Селтика» стал квалификационный матч Лиги чемпионов против клуба «Рейкьявик» 15 июля 2014 года, который закончился победой шотландского клуба со счётом 1:0. Второй матч завершился со счётом 4:0 в пользу «Селтика». В следующем отборочном раунде «Селтик» проиграл варшавской «Легии» со счётом 6:1 по итогу двух матчей. Однако выяснилось, что «Легия» выставила на второй матч игрока, который не был заявлен для участия в Лиге чемпионов. УЕФА наказал польский клуб, присудив победу «Селтику» со счётом 3:0, что обеспечило шотландскому клубу проход в следующий раунд. В следующем отборочном раунде «Селтик» проиграл «Марибору» и продолжил участие уже в Лиге Европы.
13 августа Ронни Дейла выиграл свой первый матч в шотландской премьер-лиге, победив «Сент-Джонстон» со счётом 3:0. Во втором матче Дейлы в лиге и в его первой игре на домашнем для клуба стадионе «Селтик» разгромил «Данди Юнайтед» со счётом 6:1.
Несмотря на хороший старт, «Селтик» показывал неубедительные результаты на ранних стадиях чемпионата, но по ходу сезона стал играть лучше и вышел из группы в Лиге Европы. За счёт прогресса в результатах, Дейла получил награду «Тренер месяца» в ноябре. К февралю 2015 года «Селтик» выиграл 15 из 17 последних матчей в чемпионате и победил «Рейнджерс» со счётом 2:0 в полуфинале Кубка шотландской лиги. В чемпионате «Селтик» 1 марта обыграл идущий на втором месте «Абердин» со счётом 4:0 и оторвался на шесть очков, имея игру в запасе. Это была восьмая подряд победа «Селтика» в чемпионате, и такой поворот в форме клуба заставил прежних критиков Дейлы пересмотреть своё мнение о нём. Бывший нападающий «Селтика» Джон Хартсон в октябре назвал Дейлу «мало разбирающимся в футболе», но четыре месяца спустя заявил, что Дейла «переломил ситуацию», похвалив команду за «блестящий футбол».
Дейла выиграл свой первый трофей в «Селтике» 15 марта. В финале Кубка Лиги «Селтик» победил «Данди Юнайтед» со счётом 2:0.
«Селтик» выиграл шотландскую премьер-лигу 2 мая 2015 года за три игры до конца сезона.
В августе 2015 года «Селтик» не смог выйти в плей-офф Лиги чемпионов УЕФА, проиграв клубу «Мальмё», и вновь попав в Лигу Европы. В ноябре «Селтик» выбыл из дальнейшего розыгрыша Лиги Европы, заняв последнее место в своей группе.
17 апреля 2016 года «Селтик» проиграл «Рейнджерс» в полуфинале Кубка Шотландии по пенальти. Через три дня после поражения Дейла объявил, что уйдет в отставку в конце сезона.
«Селтик» завоевал титул чемпиона Шотландии 8 мая 2016 года.

### «Волеренга»
13 июля 2016 года Дейла подписал четырёхлетний контракт с норвежским клубом «Волеренга». Большую часть первого сезона Дейлы «Волеренга» находилась чуть выше зоны вылета. Его предшественник, Хьетиль Рекдаль, назвал сезон команды «провальным» и выразил опасения, что команда может вылететь в другой дивизион. Футбольный аналитик и бывший игрок Бернт Хульскер назвал команду «необычайно слабой». В итоге команда заняла восьмое место, что было намного ниже задачи, которую Дейла ставил перед собой в начале сезона — место в первой тройке.
Во втором сезоне Дейлы «Волеренга» продолжала выступать неудачно, и в конце октября 2018 года команда одержала всего одну победу в семи матчах и оказалась на восьмом месте. Дейла признался, что задумался о своём положении в клубе, заявив: «Я собираюсь взять время и поразмыслить над этим. Что-то пошло совсем не так». Победа над «Ранхеймом» в последнем матче сезона позволила клубу финишировать на шестом месте.

### «Нью-Йорк Сити»
6 января 2020 года Дейла был назначен главным тренером клуба MLS «Нью-Йорк Сити», подписав трёхлетний контракт. Под его руководством клуб в сезоне 2021 стал чемпионом американской лиги, обыграв в матче за Кубок MLS «Портленд Тимберс» по пенальти.

### «Стандард Льеж»
13 июня 2022 года Дейла покинул «Нью-Йорк Сити», чтобы возглавить клуб чемпионата Бельгии «Стандард Льеж».

## Тренерская статистика
| Команда       | Начало работы   | Завершение работы | Показатели | Показатели | Показатели | Показатели | Показатели |
| Команда       | Начало работы   | Завершение работы | И          | В          | П          | Н          | % побед    |
| ------------- | --------------- | ----------------- | ---------- | ---------- | ---------- | ---------- | ---------- |
| Стрёмсгодсет  | 1 января 2008   | 5 июня 2014       | 206        | 95         | 41         | 70         | 046,12     |
| Селтик        | 6 июня 2014     | 16 мая 2016       | 118        | 76         | 22         | 20         | 064,41     |
| Волеренга     | 21 октября 2016 | 5 января 2020     | 107        | 43         | 26         | 38         | 040,19     |
| Нью-Йорк Сити | 6 января 2020   | 30 июня 2022      | 90         | 46         | 15         | 29         | 051,11     |
| Стандард Льеж | 1 июля 2022     | 24 мая 2023       | 40         | 17         | 9          | 14         | 042,50     |
| Брюгге        | 1 июля 2023     | 17 марта 2024     | 49         | 28         | 11         | 10         | 057,14     |

## Награды

### В качестве игрока
Одд
- Кубок Норвегии (1): 2000

### В качестве тренера
Стрёмсгодсет
- Кубок Норвегии (1): 2010
- Чемпион Норвегии (1): 2013

Селтик
- Чемпион Шотландии (2): 2014/15, 2015/16
- Кубок шотландской лиги (1): 2014/15

Нью-Йорк Сити
- Чемпион MLS (обладатель Кубка MLS): 2021